# Argia apicalis
Argia apicalis är en trollsländeart som först beskrevs av Thomas Say 1839.  Argia apicalis ingår i släktet Argia och familjen dammflicksländor. IUCN kategoriserar arten globalt som livskraftig. Inga underarter finns listade i Catalogue of Life.

## Bildgalleri

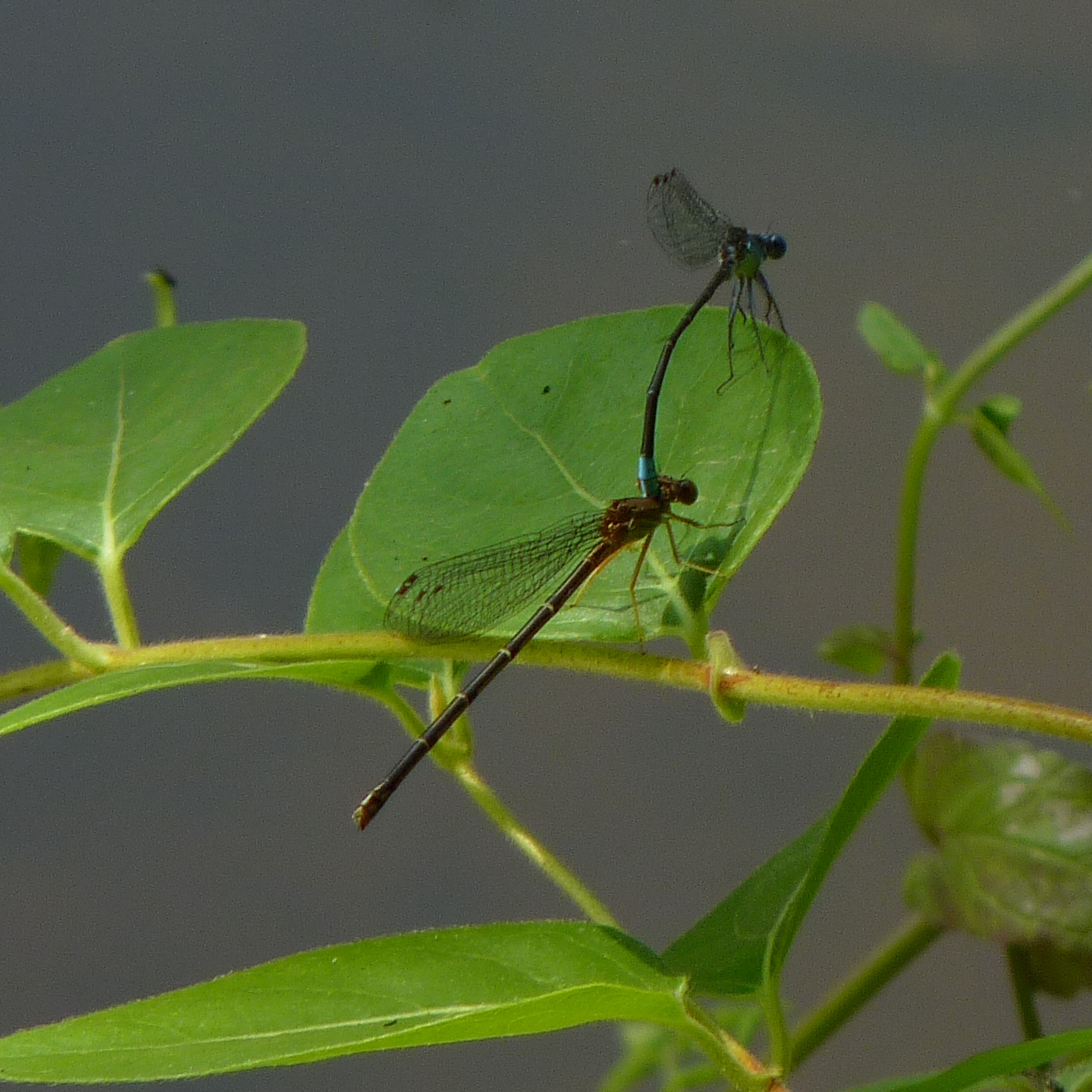